# 553-я отдельная армейская авиационная эскадрилья связи
553-я отдельная армейская Гданьская ордена Красной Звезды авиационная эскадрилья связи, она же отдельная армейская авиационная эскадрилья 2-й Ударной армии — авиационная воинская часть ВВС РККА в Великой Отечественной войне.

## Боевой путь
Отдельная авиационная эскадрилья 2-й ударной армии сформирована 9 марта 1943 года года на базе 696-го смешанного полка. На вооружении состояли самолёты У-2.
26 марта 1943 года эскадрилья переименована в 553-ю отдельную армейскую авиационную эскадрилью связи.
Весной-осенью 1943 года эскадрилья осуществляла воздушную поддержку наземных войск 2-й ударной армии и выполняла бомбардировку и разведку войск противника в районе населенного пункта Сиголово и станции Мга.
В ночь на 22 мая 1943 года при выполнении разведывательного вылета в районе станции Мга и деревни Сиголово огнем зенитной артиллерии противника был поврежден самолёт командира звена мл. лейтенанта В. М. Мартюшева и штурмана звена лейтенанта А. А. Хоренко. Лётчик получил ранения в руку и голову, а штурман в руку, ногу и бок. Несмотря на полученные ранения, экипаж произвел разведку войск противника, обстрелял вражеские огневые точки и посадил поврежденный самолёт на свой аэродром, доставив ценные сведения командованию. За проявленную отвагу и мужество лётчики награждены орденами Отечественной войны I степени.
17 августа 1943 года при возвращении с боевого задания погиб экипаж лётчика мл. лейтенанта Н. И. Божко и стрелка-бомбардира С. Ф. Харламова. За проявленную отвагу и мужество лётчики награждены орденами Отечественной войны I степени.
При уничтожении автотранспорта противника, складов с боеприпасами и подавлении артиллерийских, миномётных и зенитно-пулеметных точек отличились лётчики лейтенант А. П. Горинов, мл. лейтенант Ф. А. Власов и мл. лейтенант М. Т. Старосельцев, штурман звена лейтенант И. Т. Подгорнов, штурман звена лейтенант В. Н. Князьков, стрелок-бомбардир мл. лейтенант П. Я. Кац.
В январе-феврале 1944 года эскадрилья выполнила 595 боевых вылетов на воздушную поддержку наземных войск 2-й ударной армии во время проведения Красносельско-Ропшинской операции и обеспечение связи штаба армии с наступающими войсками.
14 января 1944 года при выполнении боевого задания в районе деревни Дятлицы был тяжело ранен лётчик мл. лейтенант М. Н. Тесля, однако, превозмогая боль, пилот выполнил задание и совершил вынужденную посадку. За отличное выполнение боевого задания лётчик награждён орденом Красного Знамени.
26 января 1944 года экипаж пилота мл. лейтенанта Ф. А. Власова и штурмана мл. лейтенанта А. Н. Лымаря выполнил шесть вылетов на бомбардировку автотранспорта противника в районе населенного пункта Бегуницы, уничтожив 28 автомашин. За отличное выполнение боевого задания лётчик награждён орденом Красного Знамени.
27 января 1944 года при выполнении разведки отступающих войск был обстрелен самолёт мл. лейтенанта В. А. Колосова. Лётчик был ранен в ногу, а штурман убит. Младший лейтенант В. А. Колосов обстрелял пехотную колонну противника ракетными снарядами и вернулся на свой аэродром, доставив командованию ценные сведения. За отличное выполнение боевого задания лётчик награждён орденом Отечественной войны I степени.
При выполнении боевых заданий по бомбардировке живой силы и техники противника, уничтожении артиллерийско-минометных и зенитно-пулеметных точек и вылетов на связь наиболее отличились штурман эскадрильи ст. лейтенант В. Ан. Гладков, командир звена ст. лейтенант С. Н. Гаценко, командир звена ст. лейтенант М. С. Прилуков, штурман звена лейтенант А. А. Хоренко, лётчик гвардии мл. лейтенант А. Дм. Михайлов, начальник химической службы лейтенант М. А. Заклепенко.
В июле 1944 года эскадрилья содействовала войскам 2-й ударной армии в форсировании реки Нарва и взятии города Нарва.
Осенью 1944 года эскадрилья оказывала содействие войскам армии при форсировании реки Эмайыга и освобождении Эстонии, обеспечивала связь между штабом армии и штабами стрелковых корпусов, дивизий и танковых бригад, выполняла бомбометание, уничтожение техники и подавление огня артиллерийских, минометных и пулеметных точек противника.
21 сентября 1944 года при выполнении боевого задания убит штурман звена мл. лейтенант П. Я. Кац.
При выполнении боевых заданий отличились заместитель командира эскадрильи капитан А. Еф. Никитин, штурман эскадрильи лейтенант А. Н. Лымарь, командир звена ст. лейтенант С. Н. Гаценко, штурман звена мл. лейтенант И. Н. Евзлютин, лётчики лейтенант Ив. Т. Подгорнов, гвардии мл. лейтенант А. Дм. Михайлов, мл. лейтенанты Ю. Н. Асташев и Н. П. Лозыченко, стрелки-бомбардиры мл. лейтенанты П. Ив. Крупицкий и С. С. Садиков.
Во время освобождения Польши и наступления советских войск в Восточной Пруссии и Померании эскадрилья выполнила более тысячи вылетов на доставку боевой корреспонденции в штаб фронта и штабы соединений, переброску штабных офицеров и 16 боевых вылетов на сбрасывание агитлистовок в районе города Данциг.
При выполнении заданий командования службы связи армии отличились заместитель командира эскадрильи капитан А. Еф. Никитин, командир звена ст. лейтенант С. Дм. Мурзинский, командир звена лейтенант Г. Т. Чернышев, штурман звена лейтенант С. Я. Паргайкин, лётчики мл. лейтенант В. А. Колосов и гвардии мл. лейтенант А. Дм. Михайлов, стрелок-бомбардир мл. лейтенант С. Г. Хряпченков.
Указом Президиума Верховного Совета СССР от 5 апреля 1945 года за образцовое выполнение заданий командования в боях с немецкими захватчиками при овладении городом Эльбинг и проявленные при этом доблесть и мужество 553-я отдельная армейская авиационная эскадрилья связи награждена орденом Красной Звезды.
Приказом НКО № 082 от 17 мая 1945 года на основании Приказа ВГК № 313 от 28 марта 1945 года 553-й отдельной армейской авиационной ордена Красной Звезды эскадрилье связи присвоено почётное наименование «Гданьская».
Эскадрилья расформирована в ноябре 1945 года.

## Командование эскадрильи
- Командир эскадрильи:
  -  капитан, майор Гудымов Андрей Семенович
- Начальник штаба эскадрильи:
  -  старший лейтенант, капитан Вершинин Ананий Васильевич
  - капитан Крисько
  -  гвардии майор Поляков Михаил Иванович (с февраля 1945 г.)
- Заместитель командира эскадрильи:
  -  капитан Ярошенко Иван Сергеевич
  -  капитан Никитин Анатолий Ефимович
- Штурман эскадрильи:
  -  старший лейтенант Гладков Виктор Андреевич
  -  лейтенант Лымарь Алексей Никитович
- Начальник химической службы эскадрильи — старший стрелок-бомбардир:
  -  лейтенант Заклепенко Михаил Антонович (с апреля 1943 г.)

## Инженерно-техническая служба эскадрильи
- Старший техник эскадрильи:
  -  старший техник-лейтенант Карташев Пётр Устинович
  - Заместитель старшего техника эскадрильи по вооружению:
    -  техник-лейтенант Таран Николай Арсентьевич
    -  старший техник-лейтенант Огинец Яков Вульфович

## Наиболее отличившиеся лётчики эскадрильи
| Награды | Фамилия, имя, отчество               | Должность          | Воинское звание   | Совершённый подвиг |
| ------- | ------------------------------------ | ------------------ | ----------------- | --- |
|         | Гаценко Степан Наумович              | Командир звена     | Старший лейтенант | Во время советско-финской войны совершил 80 боевых вылетов. Выполнил 102 боевых вылета на И-153 и в 16 воздушных боях сбил 2 самолёта в составе 689 САП. Выполнил 112 боевых вылетов и 375 вылетов на связь на По-2 в составе 553 ОААЭС. |
|         | Лымарь Алексей Никитович (1921—1980) | Штурман эскадрильи | Лейтенант         | Выполнил 608 боевых вылетов. |
|         | Мурзинский Сергей Дмитриевич         | Командир звена     | Старший лейтенант | Выполнил 281 боевой вылет и 102 вылета на связь. Тяжело ранен 29.08.1942 г. |
|         | Подгорнов Иван Тимофеевич            | Штурман звена      | Лейтенант         | |
|         | Прилуков Михаил Сергеевич            | Командир звена     | Старший лейтенант | |
|         | Хоренко Андрей Андреевич (1921—1995) | Штурман звена      | Лейтенант         | Выполнил 408 боевых вылетов и 180 вылетов на связь в составе 696 АП и 553 ОААЭС. Ранен 22 мая 1943 г. |